# Бруд та мудрість
«Бруд та Мудрість» (англ. Filth and Wisdom) — комедія, відзнята Мадонною.

## Сюжет
Мадонна відзняла фільм про українського емігранта Андрія, що розкручує свою групу Gogol Bordello.

## В ролях
- Євген Гудзь — Андрій
- Річард Грант — Професор Флін
- Олег Фьодоров — Батько Андрія
- Стівен Грем
- Холлі Вестон
- Вікі МакКлюр
- Індер Маноха
- Шобу Капур
- Елена Буда
- Джордж Кілер
- Франческа Кінгдон
- Еліот Леві
- Тім Уолерс
- Ханна Уолтерс
- Клер Вілкі